# World of Warcraft: Рождение Орды
«Рождение Орды» (англ. World of Warcraft: Rise of the Horde) — фэнтезийный роман писательницы Кристи Голден, известной новеллизациями сериала «Звёздный путь». Действие романа происходит в созданной Blizzard Entertainment вселенной Warcraft. Роман был издан в декабре 2006 года.

## Издание в России
Впервые на русском языке была выпущена в 2010 году издательством Эксмо. В 2017 году издательство АСТ перевыпустило книгу в рамках серии «Легенды Blizzard». В переиздании основной перевод остался без изменений, но имена собственные были подкорректированы в соответствии с официальной локализацией World of Warcraft.

## Сюжет
Книга описывает побег дренеев с Аргуса и возвышение Орды после ухода с пути шаманов. В книге говорится о таких героях вселенной Warcraft, как Дуротан, Нер’зул, Гул’дан, Оргримм Молот Рока, Кил’джеден и Велен. По сюжету книги, кланы орков и благороднов дренеев становятся врагами по мере того, как орки отходят от прежних идеалов и целей и обращались к демоническим силам. В книге также повествуется о происхождении Пылающего Легиона и событиях, предшествующих Warcraft: Orcs & Humans. Сюжет подаётся с точки зрения Тралла, сына Дуротана; каждая глава начинается с его дневника. Сам Тралл не застал эти события и пересказывает слова Дрек’Тара, шамана своего клана.